# Kuljani (Bosanski Novi, BiH)
Kuljani je naseljeno mjesto u sastavu općine Bosanski Novi, Republika Srpska, BiH.

## Stanovništvo
| Kuljani            |              |
| godina popisa      | 1991.        |
| Srbi               | 109 (99,09%) |
| Hrvati             | 1 (0,90%)    |
| Muslimani          | 0            |
| Jugoslaveni        | 0            |
| ostali i nepoznato | 0            |
| ukupno             | 110          |